# General Catalogue of Variable Stars
El General Catalogue of Variable Stars (Catálogo General de Estrellas Variables en inglés, abreviado como GCVS) es un catálogo de estrellas variables. Su primera edición, publicada en 1948 por la Academia de Ciencias de la Unión Soviética y corregida por B. V. Kukarkin y P. P. Parenago, contenía 10.820 estrellas. La segunda y tercera edición fueron publicadas respectivamente en 1958 y 1968; una cuarta edición, en tres volúmenes, fue publicada en 1985-1987 (bajo la dirección de Pavel Kholopov) y comprendía un total de 28.435 estrellas. Un cuarto volumen en esta cuarta edición, que incluía tablas de referencia, fue publicado más tarde, así como un quinto volumen que contiene estrellas variables de fuera de la Vía Láctea.
La versión más actualizada del GCVS está disponible en el sitio Web del GCVS. La cuarta edición impresa del GCVS contiene coordenadas más precisas de las estrellas variables, así como variables cuyo reciente descubrimiento no ha permitido incluirlas en la cuarta edición. Una versión más vieja del GCVS está disponible en el servicio VizieR del Centre de Données astronomiques de Strasbourg bajo el nombre Combined General Catalog of Variable Stars (GCVS4.2; base de datos VizieR número II/250).